# سمك السلمون المرقط الساحلي
سمك السلمون المرقط الساحلي والمعروف أيضًا باسم سمك الحلق أو أسماك ذو الظهر الأزرق أو سمك الحصاد ، هو أحد الأنواع الفرعية العديدة من سمك السلمون الموجود في غرب أمريكا الشمالية. يتواجد سمك السلمون المرقط الساحلي في أربعة أشكال مميزة. الشكل شبه المفاجيء أو الذي يديره البحر هو الأكثر شهرة. تحدث أشكال المياه العذبة في كل من الأنهار والجداول والبحيرات الكبيرة والصغيرة. يمتد النطاق الأصلي لسمك السلمون المرقط الساحلي جنوبًا من الساحل الجنوبي لشبه جزيرة كيناي في ألاسكا إلى نهر ثعبان البحر في شمال كاليفورنيا. يعيش سمك السلمون المرقط الساحلي في الجداول والأنهار الرافدة لحوض المحيط الهادئ ونادراً ما توجد على بعد أكثر من 100 ميل (160 كم) من المحيط.
يهاجر البالغون من المحيط لتفرخ في المياه العذبة. تهاجر الأحداث إلى البحر حيث تتغذى وتنضج جنسياً قبل أن تعود إلى المياه العذبة لتنتهي في الشتاء وتفرخ. على عكس سمك السلمون ذي الرأس الصلب وسلمون المحيط الهادئ ، لا يقوم سمك السلمون المرقط الساحلي برحلات طويلة إلى البحر. بشكل عام ، سيبقى سمك السلمون المرقط الساحلي في أو بالقرب من مياه مصبات الأنهار ، عادة في حدود 5-10 أميال (8.0-16.1 كم) من مجرى النهر. ومع ذلك ، فقد ثبت أن بعض سمك السلمون المرقط الساحلي يتحركون لمسافة تصل إلى 70 ميلاً (110 كم) في المحيط المفتوح. هناك أيضًا مجموعات من البحيرات والأنهار تقضي حياتها بأكملها في المياه العذبة. أحد هذه التجمعات هو سمك السلمون المرقط في بحيرة الهلال في ولاية واشنطن والذي كان يُعتبر سابقًا نوعًا فرعيًا منفصلاً يُطلق عليه اسم سلمون بحيرة الهلال.

## التصنيف
أُطلق على سمك السلمون المرقط الساحلي تكريما لوليام كلارك ، الذي شارك في قيادة الحملة الاستكشافية في 1804-1806. كانت إحدى مهام لويس وكلارك هي وصف النباتات والحيوانات التي تمت مواجهتها خلال الرحلة الاستكشافية. وصف عالم الطبيعة جون ريتشاردسون عينة نوع S. . كان هذا النوع من العينات على الأرجح هو النوع الفرعي لسمك السلمون المرقط الساحلي. في عام 1989 ، أشارت الدراسات المورفولوجية والوراثية التي أجراها جيرالد ر. إلى سلمون المحيط الهادئ (أنواع شعاعيات الزعانف) بدلاً من السلمون المرقط البني سلمون البحيرات أو السلمون الأطلسي في حوض المحيط الأطلسي. في عام 1989 ، نقلت السلطات التصنيفية سلمون قوس قزح ، وسمك السلمون المرقط الساحلي وأنواع السلمون أحواض المحيط الهادئ الأخرى إلى جنس سلمون الباسيفيك.

## وصف
عادة ما تكون أشكال المياه العذبة من سمك السلمون المرقط الساحلي من الأخضر الداكن إلى الأزرق المخضر على الظهر ، والأخضر الزيتوني على الجانب العلوي ، والفضي في الجانب السفلي والبطن. إنها تظهر عددًا أكبر من البقع الخاصة بالخصر أسفل الخط الجانبي ، والبقع غير المنتظمة على الزعانف الظهرية والدهنية والذيلية وقواعد الزعنفة الشرجية والصدرية والحوضية. أغطية الخياشيم وردية. تتشكل أشكال جريان البحر أثناء وجودها في المياه المالحة وبعد فترة وجيزة من العودة إلى المياه العذبة تكون فضية مع ظهر مزرق وأجنحة وزعانف سفلية صفراء وتظهر بقع متفرقة. عادةً ما تعرض سلمون مرقط سفاح علامات خطية حمراء أو وردية أو برتقالية مميزة على طول الجوانب السفلية للفك السفلي في الطيات السفلية للوحات الخيشومية. هذه العلامات هي المسؤولة عن الاسم الشائع "سلمون مرقط سفاح" الذي أطلقه الكاتب تشارلز هالوك على سمك السلمون المرقط في مقال نُشر عام 1884 في مجلة الزاوية الأمريكية. كما يعرض سمك السلمون المرقط ذو النطاق الأحمر خطوط الحلق. يبلغ متوسط الأشكال التي تديرها البحر من سمك السلمون المرقط الساحلي من 2 إلى 5 رطل (0.9 إلى 2.3 كجم) ، بينما تبلغ الأشكال المقيمة في التيار أحجامًا أصغر بكثير من 0.4 إلى 3.2 أوقية (11 إلى 91 جم).

## حالة الحفظ
الحنجرة الساحلية هي نوع فرعي آمن من سمك السلمون المرقط الساحلي. على الرغم من وجود انخفاض عام في عدد السكان من الشكل الذي يديره البحر في جميع أنحاء نطاقه الأصلي منذ القرن التاسع عشر ، إلا أنه لم يتم اعتبار أي من السكان في الولايات المتحدة أو كولومبيا البريطانية مهددين أو معرضين للخطر. قامت دائرة الأسماك والحياة البرية الأمريكية ، بالتعاون مع وكالة حماية البيئة الأمريكية ، وخدمة مصايد الأسماك البحرية الوطنية ووكالات الحياة البرية بالولاية بتعيين عشرة قطاعات سكانية متميزة (DPS) من ألاسكا إلى كاليفورنيا. حددت مراجعة شاملة لحالة DPSs في عام 1999 أنه يتم اقتراح DPS واحد فقط ، جنوب غرب واشنطن / كولومبيا ريفر DPS للوضع المهدد بموجب قانون الأنواع المهددة بالانقراض. في 5 يوليو 2002 ، بعد تعليقات عامة مطولة وتقييم علمي ، سحبت خدمة الأسماك والحياة البرية الأمريكية اقتراحها بإدراج جنوب غرب واشنطن / كولومبيا ريفر DPS على أنها مهددة.